# Білокопитівська сільська рада
Білоко́питівська сільська́ ра́да — колишній орган місцевого самоврядування у Глухівському районі Сумської області. Адміністративний центр — село Білокопитове.

## Загальні відомості
- Населення ради: 652 особи (станом на 01.01.2016 рік)[1]

## Населені пункти
Сільській раді були підпорядковані населені пункти:
- с. Білокопитове
- с-ще Будівельне
- с. Заруцьке

## Склад ради
Рада складалася з 12 депутатів та голови.
- Голова ради: Милка Олександр Вікторович
- Секретар ради: Тутук Тетяна Миколаївна

### Керівний склад попередніх скликань
| Прізвище, ім'я, по батькові | Основні відомості                                                               | Дата обрання | Дата звільнення |
| --------------------------- | ------------------------------------------------------------------------------- | ------------ | --------------- |
| Милка Олександр Вікторович  | Сільський голова, 1966 року народження, базова вища освіта, безпартійний        | 26.03.2006   | 31.10.2010      |
| Милка Олександр Вікторович  | Сільський голова, 1966 року народження, освіта середня спеціальна, безпартійний | 31.10.2010   |                 |

Примітка: таблиця складена за даними сайту Верховної Ради України